# Рагнвальд Інгесон
Рагнвальд I Інгесон (?-1126) — король Швеції з 1125 до 1126 року. Походив з гетської династії Стенкілів. Мав прізвисько «Дурний».

## Життєпис
Рагнвальд був сином Інге I Старшого. Почав правити після смерті свого двоюрідного брата Інге II Молодшого, якого отруєно у 1125 році у Естергеталанді. Можливо тут мав місце заколот свейської знаті, яка ще мала намір відібрати владу у гетської знаті.
Після смерті Інге II свеї обрали новим королем Швеції Рагнвальда Інгесона, розраховуючи на його недосвідченість та м'який характер, що дозволяло б ним керувати. Проте він не зміг довго насолоджуватися владою. Під час виконання стародавнього звичаю — об'їзду підвладних земель — король Рагнвальд перебуваючи у Геталанді й маючи намір довести свою довіру гетам, не взяв заручних із заможних та знатних гетських родин. За це у нащадків отримав своє прізвисько. Цим скористався інший родич Стенкілів — Магнус, й змовився убити короля. У 1126 році Рагнвальд Інгесон загинув у містечку Карлебі у Вестергеталанді, а новим королем став Магнус Нільсон.

## Родина
Дружина — Інфегерд, представниця свейської аристократії.
Діти:
- Інгрід